# Liste der Baudenkmäler in Burgwindheim
Auf dieser Seite sind die Baudenkmäler in dem oberfränkischen Markt Burgwindheim zusammengestellt. Diese Tabelle ist eine Teilliste der Liste der Baudenkmäler in Bayern. Grundlage ist die Bayerische Denkmalliste, die auf Basis des Bayerischen Denkmalschutzgesetzes vom 1. Oktober 1973 erstmals erstellt wurde und seither durch das Bayerische Landesamt für Denkmalpflege geführt wird. Die folgenden Angaben ersetzen nicht die rechtsverbindliche Auskunft der Denkmalschutzbehörde.
  Diese Liste gibt den Fortschreibungsstand vom 5. Januar 2023 wieder und enthält 48 Baudenkmäler.

## Ensembles

### Ensemble Ortskern Burgwindheim
Der Lehensitz (Wasserburg) der Herren von Windeck ward von diesen 1278/81 mit dem Dorf an die Zisterze Ebrach geschenkt, die um 1728 die Mönchherrnsdorfer Kurie hierher an die Poststraße Bamberg–Würzburg verlegte. Das Amtsschloss, ein repräsentativer Mansarddachbau in französischer Manier, erhebt sich am Ostende des sich entlang der Hauptstraße entwickelnden Marktortes (1363 Marktrecht) auf einer Terrasse über einem nach 1803 trockengelegten Dorfsee. Die Schnittpunkte der Hauptstraße mit der Mittelebrach, der Verlauf der Mittelebrach selber sowie der Rand des trockengelegten Dorfsees bilden die Grenzen des alten Ortskerns wie die des Ensembles. Entscheidend für das Ortsbild sind die zahlreichen stattlichen Mansarddachhäuser, so dass die vom Schloss auf monumentale und vornehmste Weise eingeführte Dachform dem ganzen Ort seinen barocken Stempel verleiht. Gegenüber der Pfarrkirche, die mit ihrer Südflanke die Hauptstraße begrenzt, rückt die Straßenflucht mit der geschlossenen Hauszeile Hauptstraße 27–37 (ungerade Nummern) leicht zurück. Von den Anwesen Hauptstraße 32, 34 und 37, 39, 42, 43, 45 gerahmt, öffnet sich anschließend ein unregelmäßig fünfeckiger Platz. Aktennummer: E-4-71-122-1

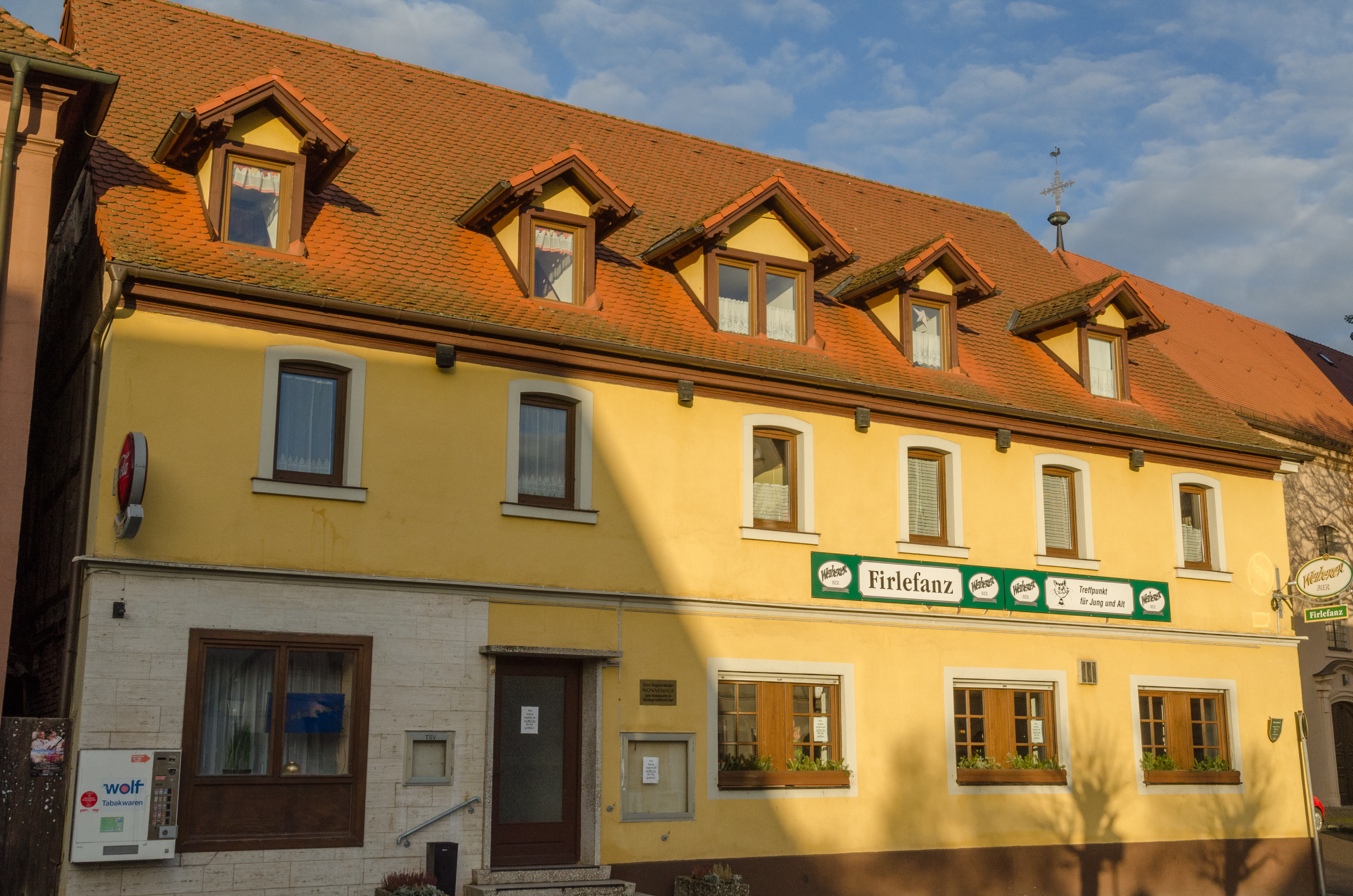
Hauptstraße 32
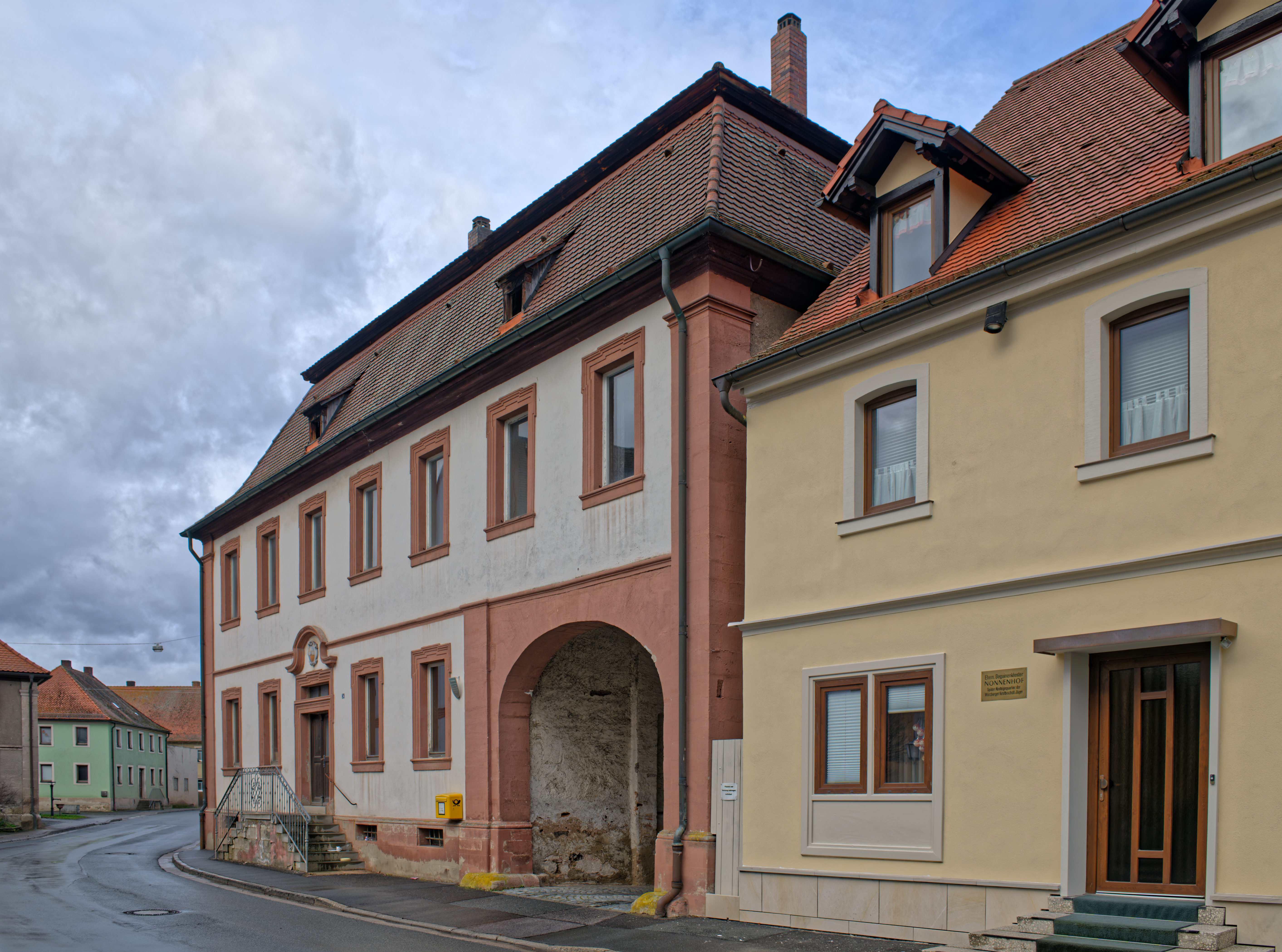
Hauptstraße 34
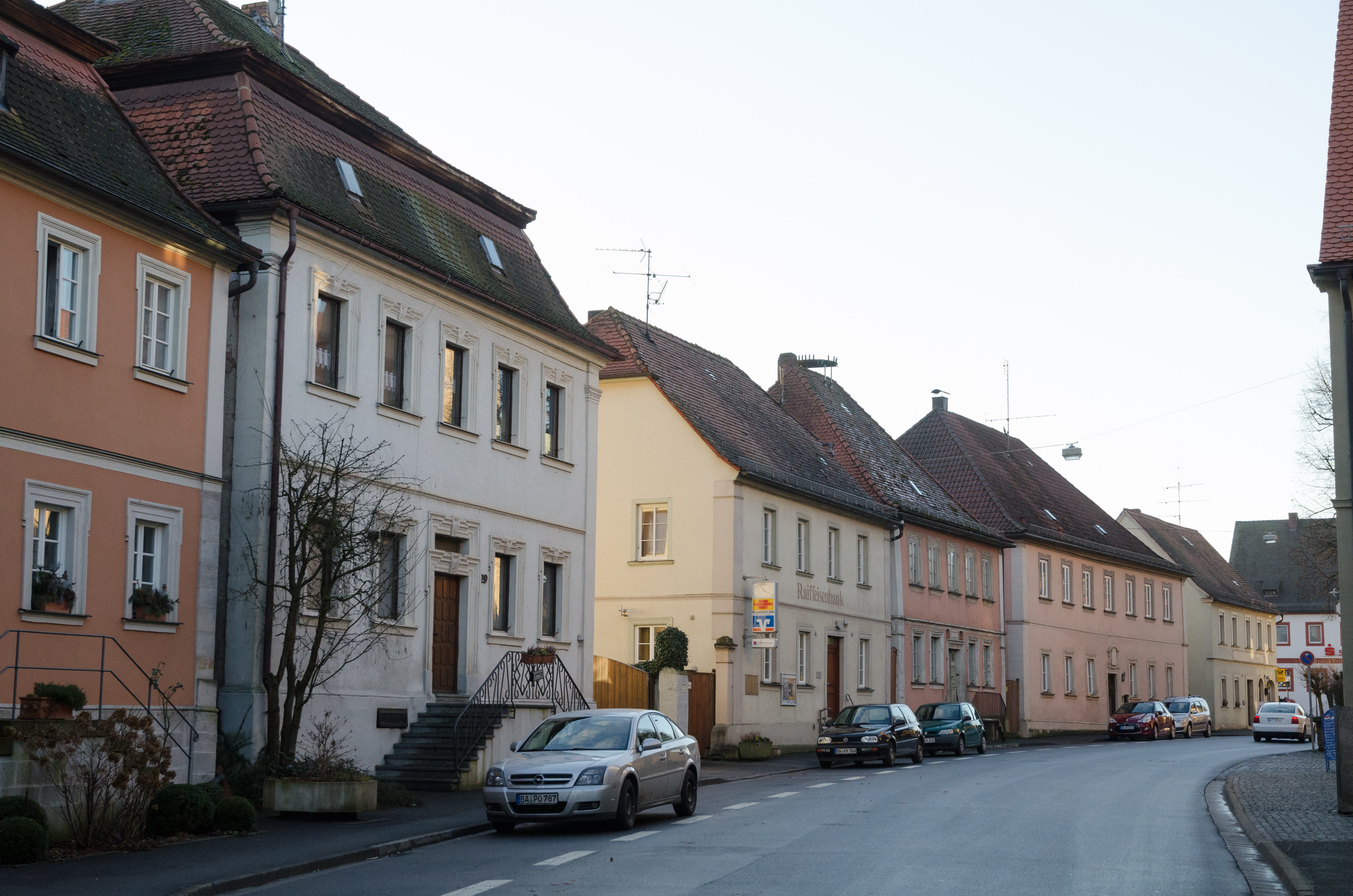
Hauptstraße Südseite
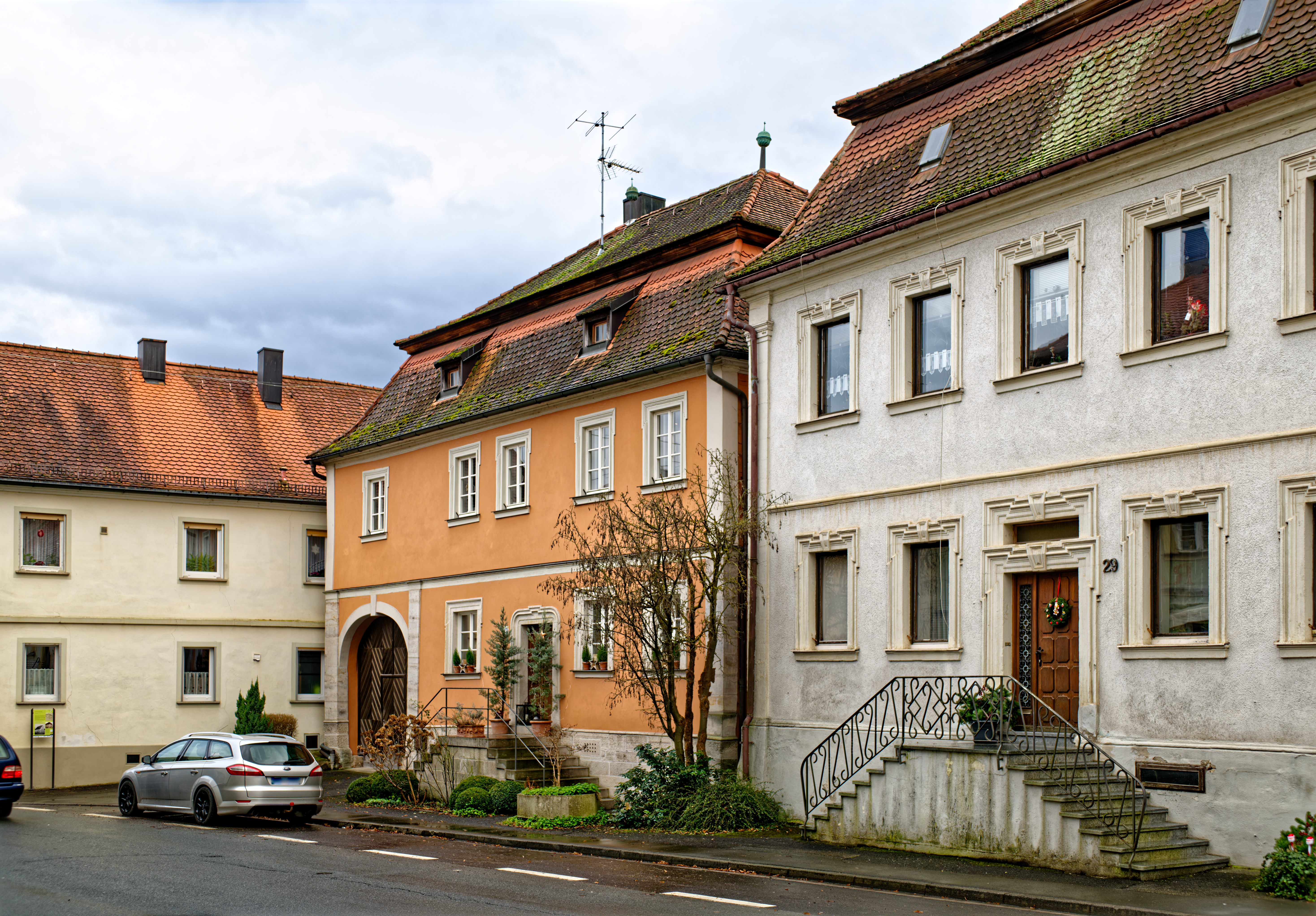
Hauptstraße 27
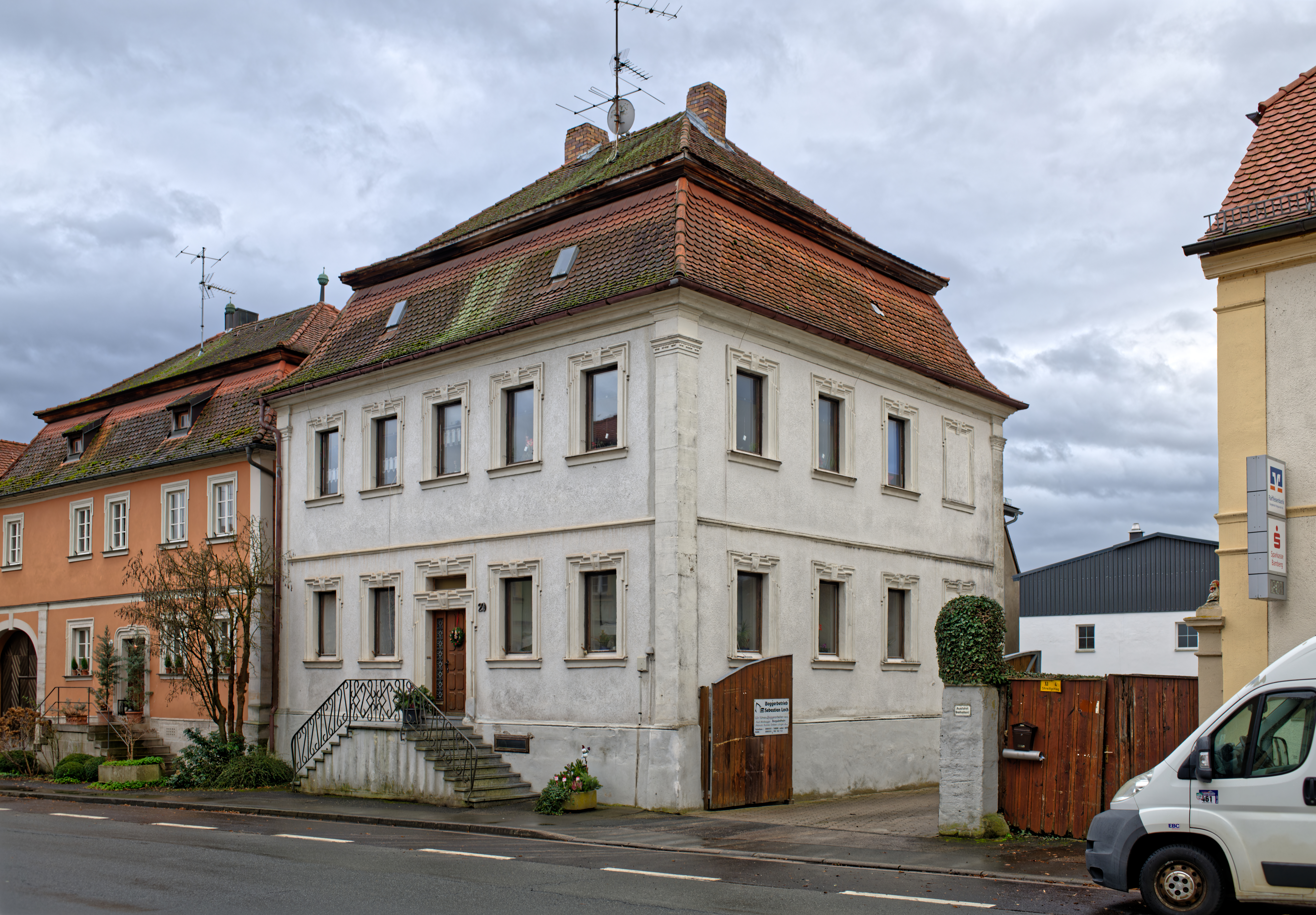
Hauptstraße 29
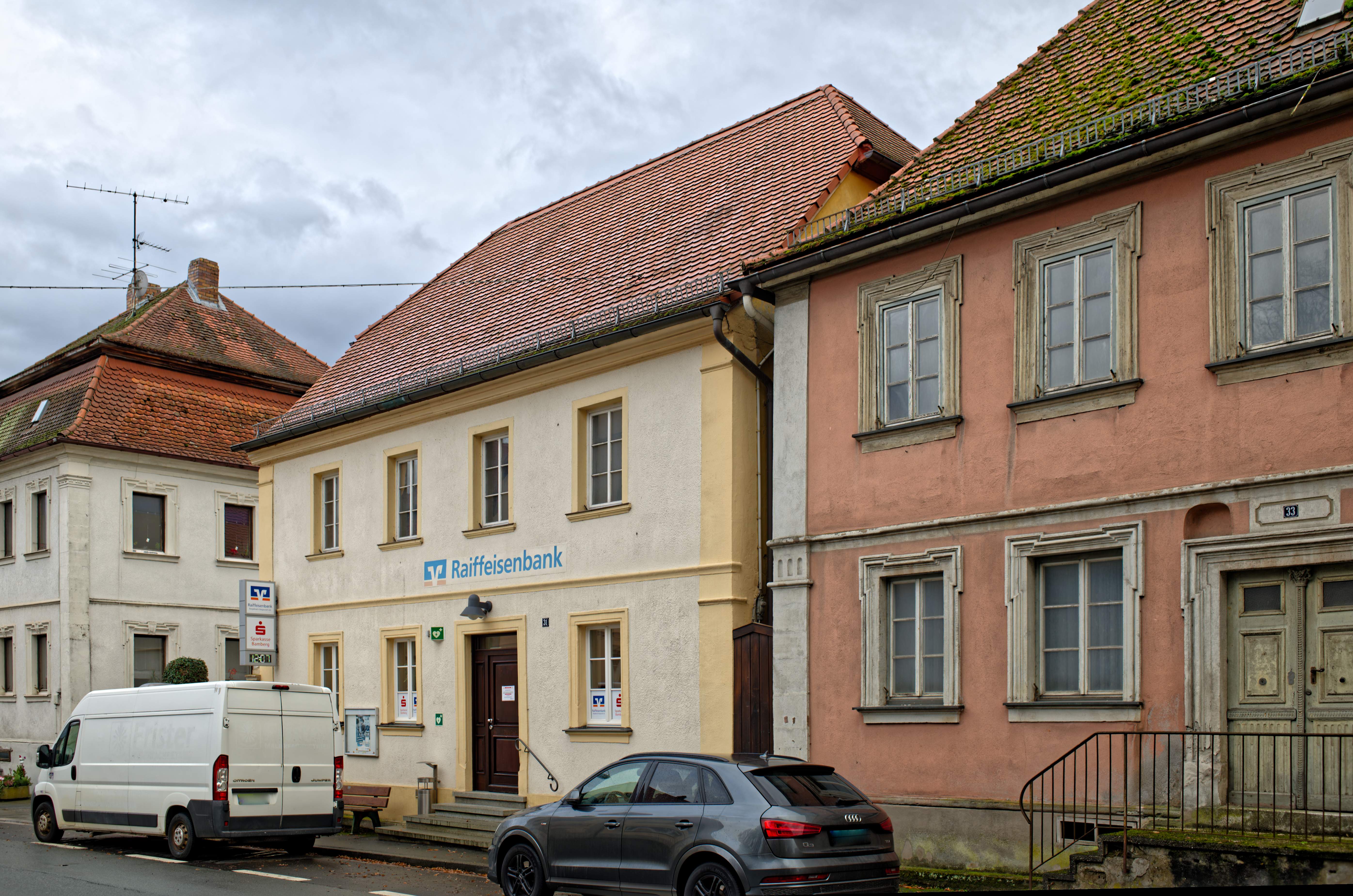
Hauptstraße 31
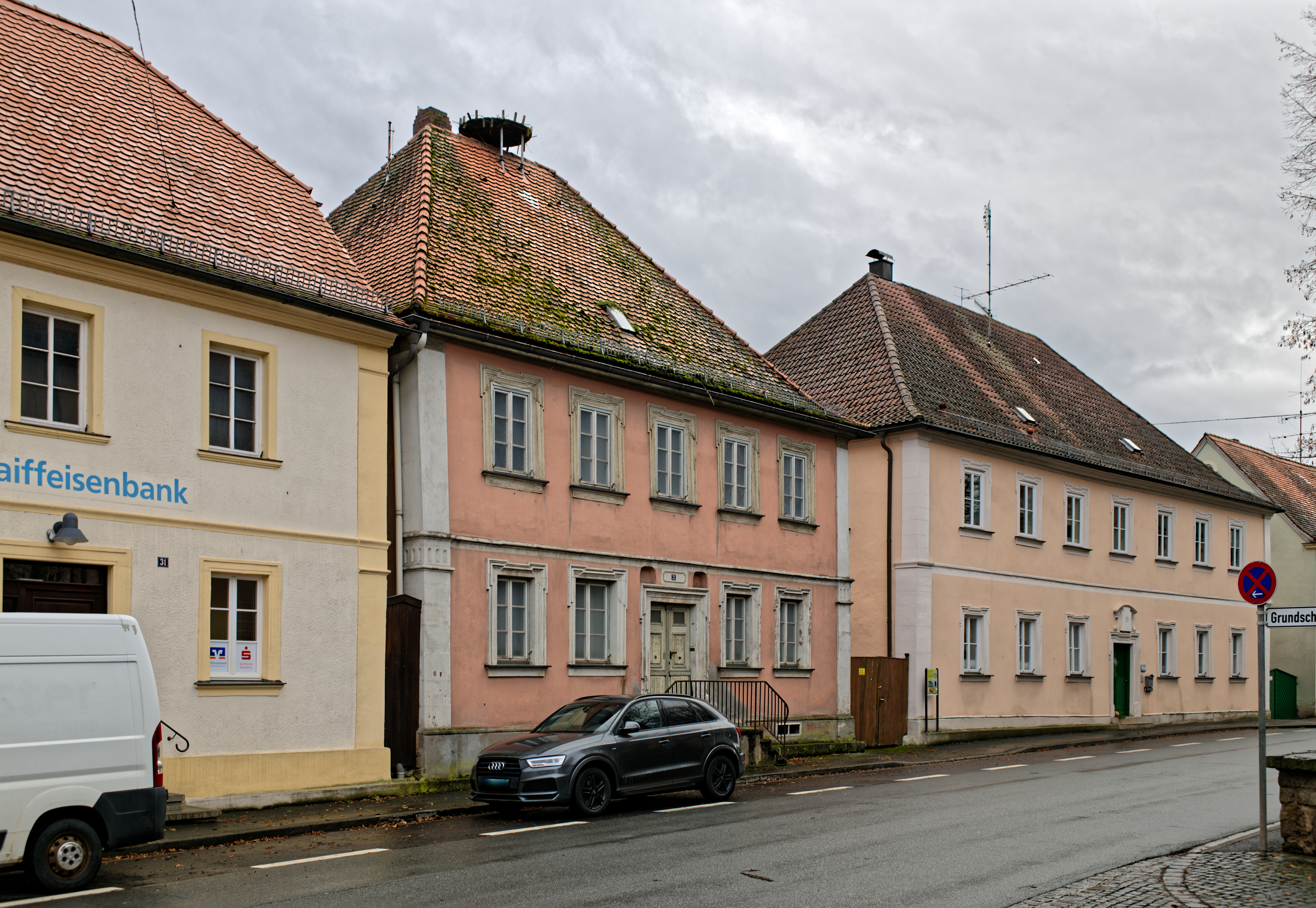
Hauptstraße 33, 35
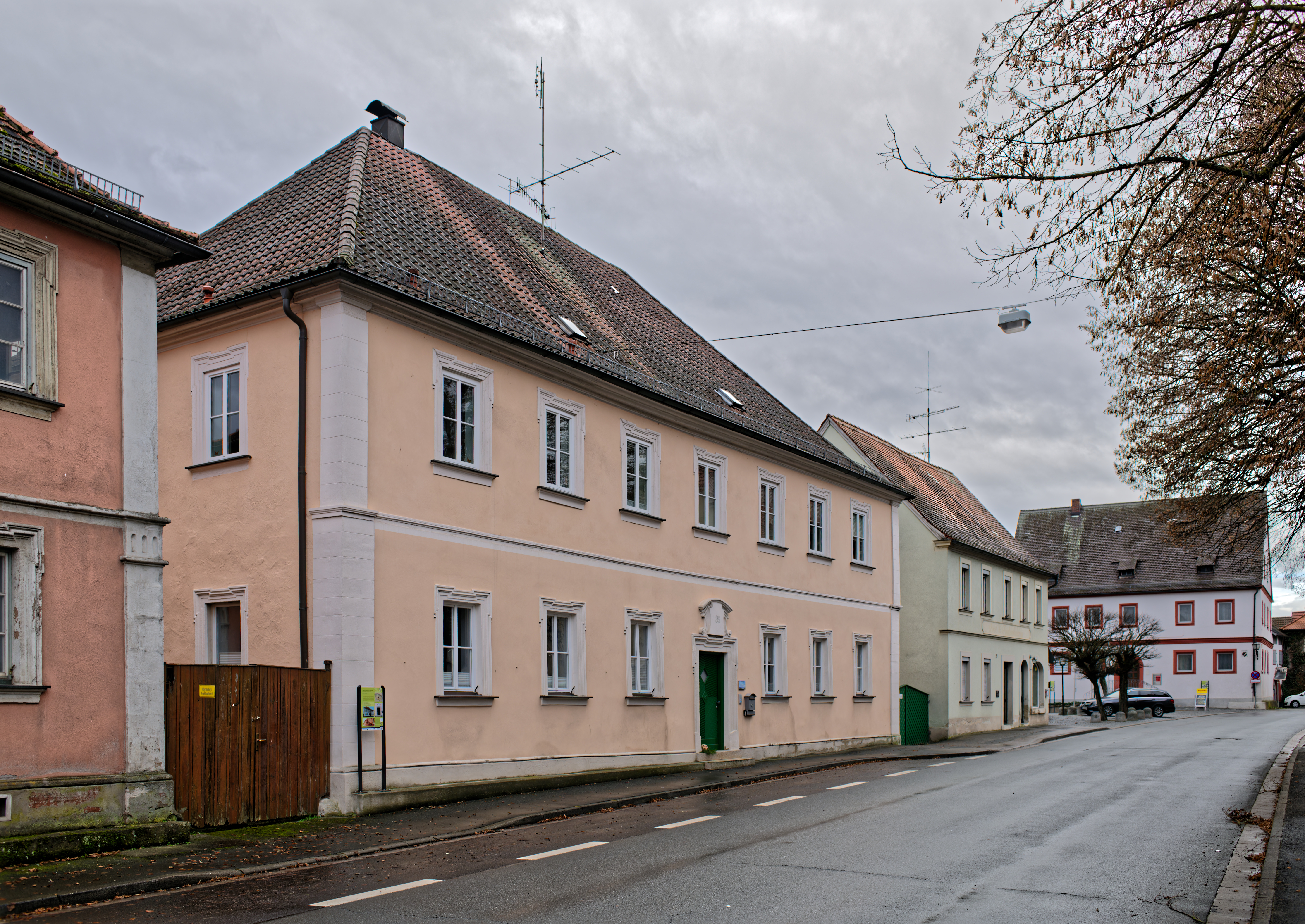
Hauptstraße 35
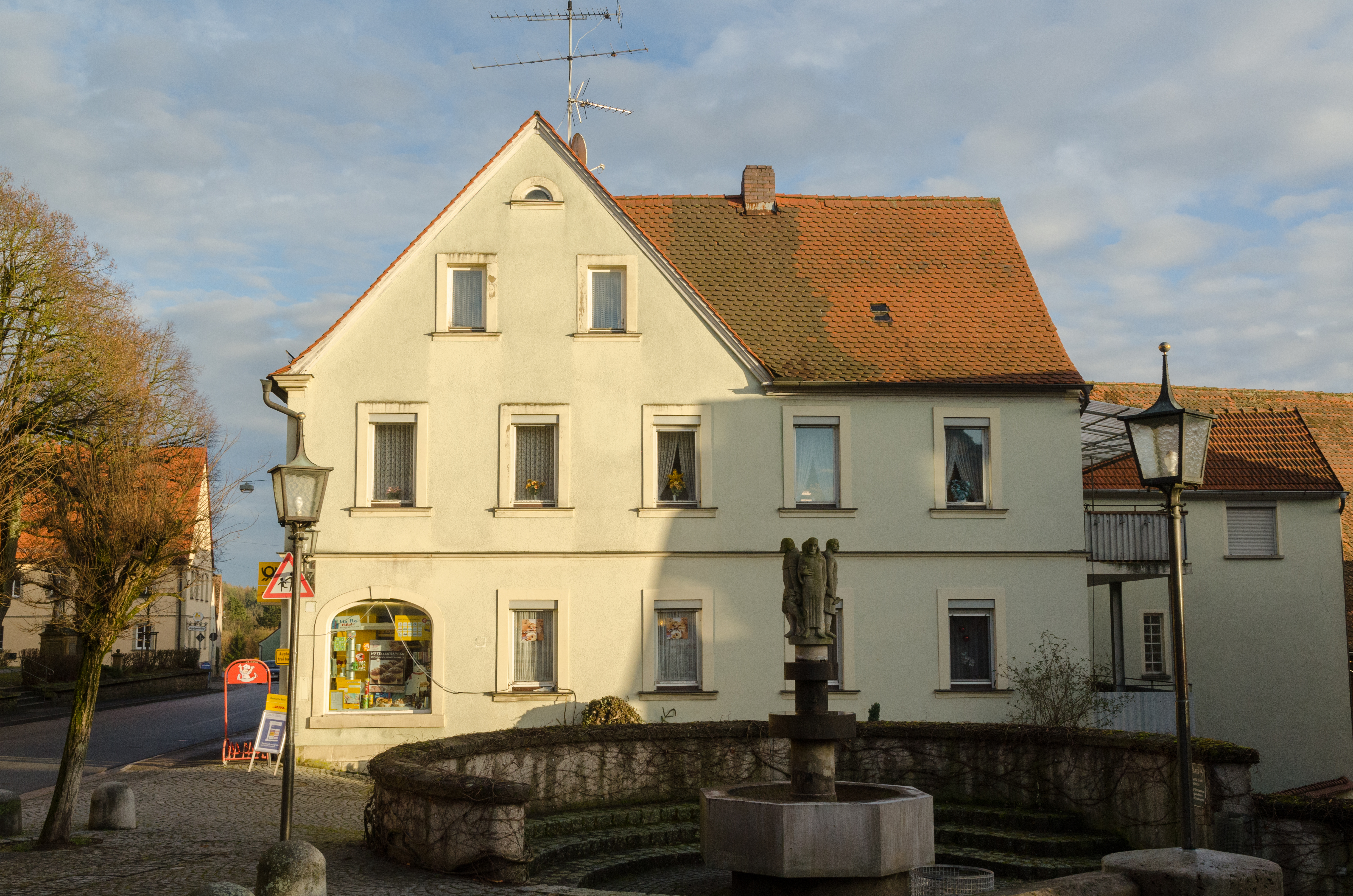
Hauptstraße 37
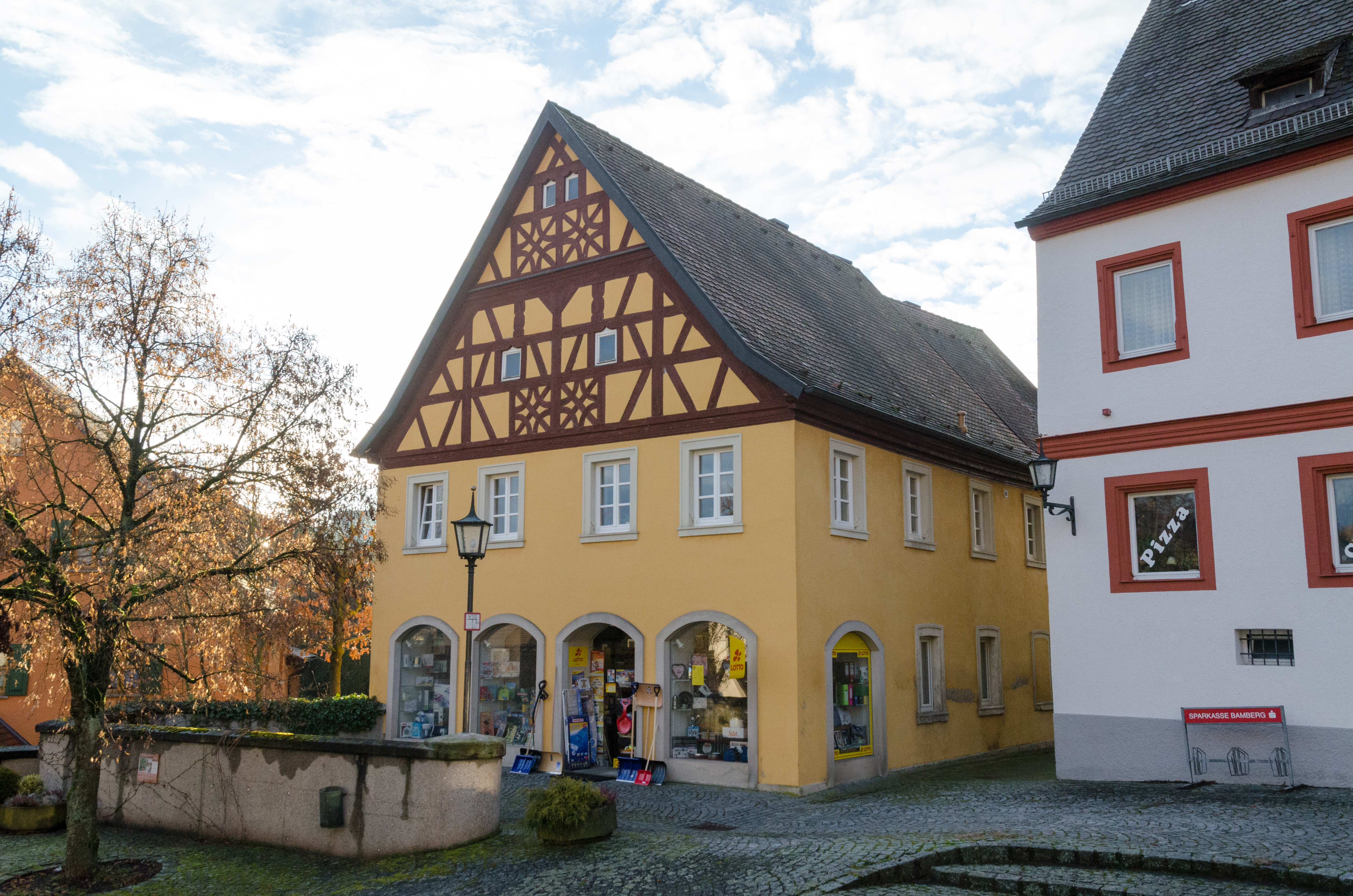
Hauptstraße 43
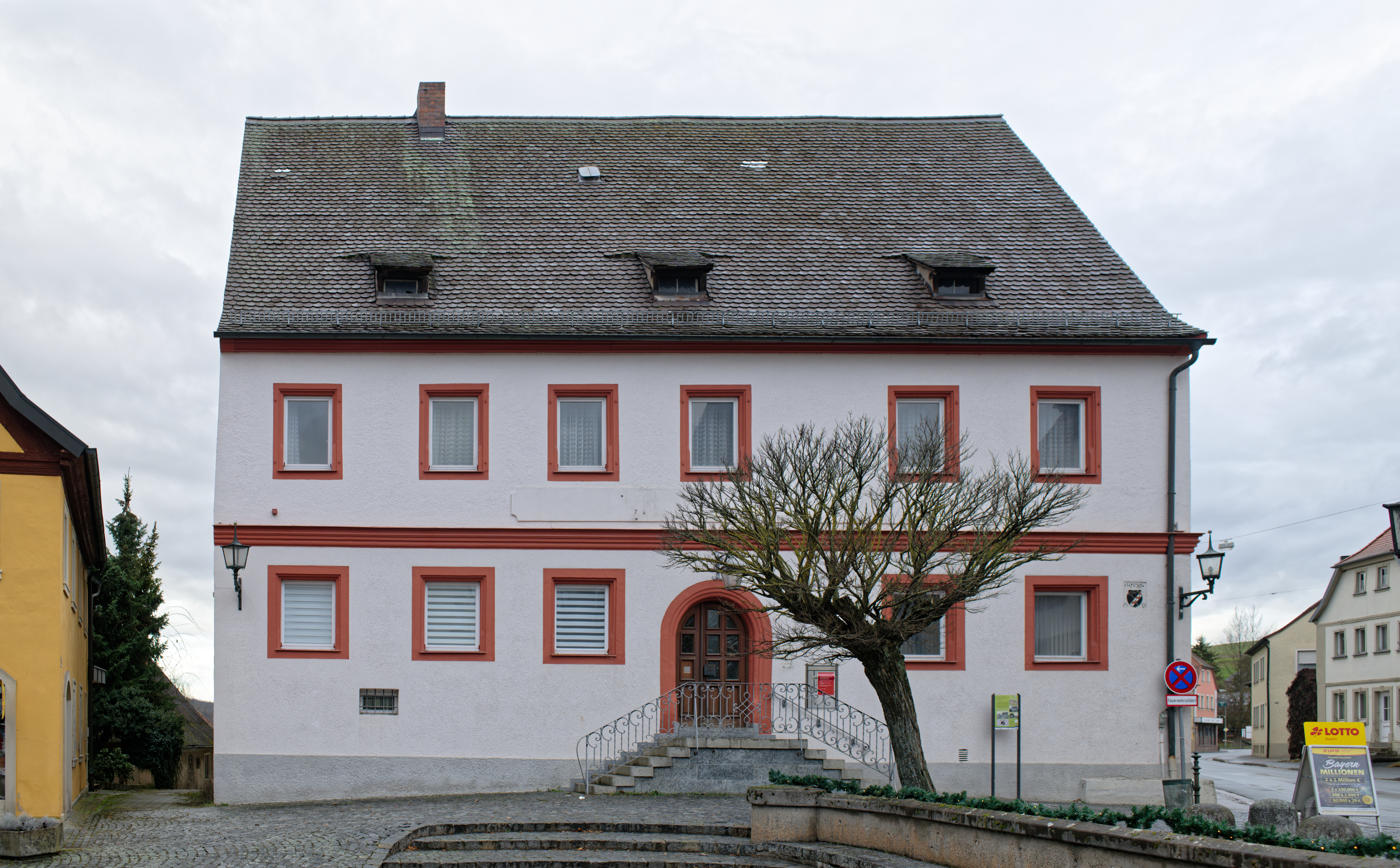
Hauptstraße 45

## Baudenkmäler nach Ortsteilen

### Burgwindheim
| Lage                                                                             | Objekt                                                                              | Beschreibung | Akten-Nr.              | Bild           |
| -------------------------------------------------------------------------------- | ----------------------------------------------------------------------------------- | --- | ---------------------- | -------------- |
| Blutbrunnenstraße 1 (Standort)                                                   | Katholische Wallfahrtskirche zum Heiligen Blut                                      | Mit Streben besetzter Saalbau, Chor mit 5/8-Schluss, Satteldach mit Dachreiter, nachgotisch, 1594; mit Ausstattung | D-4-71-122-1 Wikidata  | weitere Bilder |
| Blutbrunnenstraße 1 (Standort)                                                   | Friedhof                                                                            | | D-4-71-122-1 Wikidata  | weitere Bilder |
| Hauptstraße 12 (Standort)                                                        | Mühle                                                                               | Zweigeschossiger Walmdachbau, im Kern Fachwerk, 18.–19. Jahrhundert | D-4-71-122-3 Wikidata  | weitere Bilder |
| Hauptstraße 14, Hauptstraße 14 a (Standort)                                      | Wohnhaus                                                                            | Zweigeschossiger Walmdachbau, massiv und verputzt, um 1860 | D-4-71-122-4 Wikidata  | weitere Bilder |
| Hauptstraße 14 a (Standort)                                                      | Hoftor                                                                              | Sandstein | D-4-71-122-4 Wikidata  | weitere Bilder |
| Hauptstraße 16 (Standort)                                                        | Wohnhaus                                                                            | Eingeschossig, mit gekapptem Satteldach, verputzt, Mitte 19. Jahrhundert; an Nr. 14 angebaut | D-4-71-122-5 Wikidata  | weitere Bilder |
| Hauptstraße 17 (Standort)                                                        | Ehemaliges Amtsschloss des Klosters Ebrach, jetzt Pfarrhaus                         | Ehem. Amtsschloss des Klosters Ebrach, jetzt Pfarrhaus, zweigeschossig, vier Eckpavillons um Mittelbau gruppiert, Pilastergliederung, Mansardwalmdächer, über den Eckpavillons mit geschweiften Hauben; Freitreppen mit Balustergeländer im Norden, Osten und Westen; 1720–1723 nach Planung von Joseph Greising | D-4-71-122-6 Wikidata  | weitere Bilder |
| Hauptstraße 17 (Standort)                                                        | Südliches Nebengebäude                                                              | Wirtschaftshof im Westen mit eingeschossigen Nebengebäuden, an den Gebäudeecken Mansardwalmdächer | D-4-71-122-6           | weitere Bilder |
| Hauptstraße 17 (Standort)                                                        | Nordwestliches Nebengebäude                                                         | Wirtschaftshof im Westen mit eingeschossigen Nebengebäuden, an den Gebäudeecken Mansardwalmdächer | D-4-71-122-6           | weitere Bilder |
| Hauptstraße 17 (Standort)                                                        | Südwestliches Nebengebäude                                                          | Wirtschaftshof im Westen mit eingeschossigen Nebengebäuden, an den Gebäudeecken Mansardwalmdächer | D-4-71-122-6           | weitere Bilder |
| Nähe Hauptstraße (Standort)                                                      | Ehemaliger Garten des Amtmanns mit Einfriedung                                      | westlich, um 1730 | D-4-71-122-6           | BW             |
| Hauptstraße 17 (Standort)                                                        | Schlossgarten                                                                       | im Osten und Süden | D-4-71-122-6 Wikidata  | weitere Bilder |
| Hauptstraße 17 (Standort)                                                        | Schlossgarten                                                                       | Futtermauern mit Streben und Balustergeländern, um 1740/50 | D-4-71-122-6 Wikidata  | weitere Bilder |
| Hauptstraße 21 (Standort)                                                        | Hofmauer                                                                            | im Norden, mit Einfahrt | D-4-71-122-6 Wikidata  | weitere Bilder |
| Hauptstraße 19 (Standort)                                                        | Wohnhaus                                                                            | Zweigeschossiger Walmdachbau, massiv und verputzt, Eckpilaster, klassizistisch, um 1800 | D-4-71-122-8 Wikidata  | weitere Bilder |
| Hauptstraße 21 (Standort)                                                        | Nordwestliches Nebengebäude                                                         | Wirtschaftshof im Westen mit eingeschossigen Nebengebäuden, an den Gebäudeecken Mansardwalmdächer | D-4-71-122-6 Wikidata  | weitere Bilder |
| Nähe Hauptstraße (Standort)                                                      | Pfarrgarten                                                                         | ehem. Garten des Amtmanns | D-4-71-122-6           | BW             |
| Nähe Hauptstraße (Standort)                                                      | Einfriedung                                                                         | Einfriedung des Pfarrgartens | D-4-71-122-6           | BW             |
| Hauptstraße 18 (Standort)                                                        | Wohnhaus                                                                            | Zweigeschossiger, traufständiger Satteldachbau, massiv und verputzt, gequaderte Eckpilaster, Anfang 19. Jahrhundert | D-4-71-122-7 Wikidata  | weitere Bilder |
| Hauptstraße 26 (Standort)                                                        | Ehemaliges Wohnhaus, heute Rathaus                                                  | Zweigeschossiger Mansardwalmdachbau, massiv und verputzt, Eckpilaster und geohrte Fensterrahmungen, um 1800 | D-4-71-122-10 Wikidata | weitere Bilder |
| Hauptstraße 27 (Standort)                                                        | Bauernhaus                                                                          | Zweigeschossiger Mansardwalmdachbau, im Kern Fachwerk, überbaute Tordurchfahrt, geohrte Fensterrahmungen, 18. Jahrhundert/um 1800 | D-4-71-122-11 Wikidata | weitere Bilder |
| Hauptstraße 28 (Standort)                                                        | Wohnhaus                                                                            | Zweigeschossiger, giebelständiger Satteldachbau, massiv und verputzt, Eckpilaster, segmentförmige Tür- und Fensterstürze, Mitte 19. Jahrhundert | D-4-71-122-12 Wikidata | weitere Bilder |
| Hauptstraße 29 (Standort)                                                        | Wohnhaus                                                                            | Zweigeschossiger Mansardwalmdachbau, massiv und verputzt, geohrte Tür- und Fensterrahmungen, Freitreppe, spätes 18. Jahrhundert | D-4-71-122-13 Wikidata | weitere Bilder |
| Hauptstraße 31 (Standort)                                                        | Wohnhaus                                                                            | Zweigeschossiger Halbwalmdachbau, verputzt, Mitte 19. Jahrhundert | D-4-71-122-14 Wikidata | weitere Bilder |
| Hauptstraße 32 (Standort)                                                        | Wohnhaus                                                                            | Zweigeschossiger Satteldachbau, im Kern Fachwerk, erste Hälfte/Mitte 19. Jahrhundert, Erdgeschoss verändert | D-4-71-122-15 Wikidata | weitere Bilder |
| Hauptstraße 33 (Standort)                                                        | Wohnhaus                                                                            | Zweigeschossiger Walmdachbau, verputzt, Eckpilaster, geohrte Tür- und Fensterrahmungen, spätbarock, Ende 18. Jahrhundert | D-4-71-122-16 Wikidata | weitere Bilder |
| Hauptstraße 34 (Standort)                                                        | Ehemalige Posthalterei                                                              | Zweigeschossiger Mansarddachbau mit überbauter Tordurchfahrt, massiv und verputzt, Mitte 18. Jahrhundert | D-4-71-122-45 Wikidata | weitere Bilder |
| Hauptstraße 34 a (Standort)                                                      | Nebengebäude                                                                        | Massiv und verputzt, Satteldach, Mitte 18. Jahrhundert | D-4-71-122-45 Wikidata | weitere Bilder |
| Hauptstraße 35 (Standort)                                                        | Gasthaus zum Hirschen                                                               | Stattlicher, zweigeschossiger Walmdachbau, Fachwerkobergeschoss, verputzt, geohrte Tür- und Fensterrahmungen, 18. Jahrhundert | D-4-71-122-17 Wikidata | weitere Bilder |
| Hauptstraße 36 (Standort)                                                        | Hofanlage                                                                           | Wohnhaus, zweigeschossiger Mansardwalmdachbau, massiv und verputzt, profilierte Tür- und Fensterrahmungen, um 1800 | D-4-71-122-18 Wikidata | weitere Bilder |
| Hauptstraße 40 (Standort)                                                        | Bauernhaus                                                                          | Zweigeschossiger, giebelständiger Halbwalmdachbau, verputzt, bezeichnet „1822“ | D-4-71-122-19 Wikidata | weitere Bilder |
| Hauptstraße 43 (Standort)                                                        | Wohnhaus                                                                            | Zweigeschossiger, giebelständiger Satteldachbau, Fachwerkgiebel, 18./19. Jahrhundert, Erdgeschoss verändert | D-4-71-122-20 Wikidata | weitere Bilder |
| Hauptstraße 45 (Standort)                                                        | Ehemaliges Ebrachisches Richterhaus, später Löwenbräu Burgwindheim, heute Sparkasse | Zweigeschossiger Satteldachbau, verputzt, bezeichnet „1579“, mit Veränderungen | D-4-71-122-21 Wikidata | weitere Bilder |
| Hauptstraße 46 (Standort)                                                        | Wohnhaus                                                                            | Zweigeschossiger Walmdachbau, massiv und verputzt, bezeichnet „1753“, erneuert 1934 | D-4-71-122-22 Wikidata | weitere Bilder |
| Hauptstraße 47 (Standort)                                                        | Wohnhaus                                                                            | Zweigeschossiger Walmdachbau, verputzt, Eckpilaster, erste Hälfte 18. Jahrhundert | D-4-71-122-23 Wikidata | weitere Bilder |
| Hauptstraße 49 (Standort)                                                        | Bauernhaus                                                                          | Zweigeschossiger Walmdachbau, verputzt, Freitreppe, erste Hälfte 19. Jahrhundert | D-4-71-122-24 Wikidata | weitere Bilder |
| Kirchplatz (Standort)                                                            | Einbogige Sandsteinbrücke über die Mittlere Ebrach                                  | Mit Obelisken, um 1780 | D-4-71-122-46 Wikidata | weitere Bilder |
| Kirchplatz 1 (Standort)                                                          | Katholische Pfarrkirche St. Jakobus                                                 | Saalbau mit dreiseitig geschlossenem Chor und Walmdach, Sakristeianbau, 1748–51 wohl unter Mitwirkung Balthasar Neumanns, Turm 1615 von Hans Meier; mit Ausstattung | D-4-71-122-25 Wikidata | weitere Bilder |
| Kirchplatz 1 (Standort)                                                          | Kriegerdenkmal                                                                      | Sockel Sandstein, bezeichnet 1923 | D-4-71-122-52 Wikidata | weitere Bilder |
| Kirchplatz 3 (Standort)                                                          | Wohnhaus                                                                            | Eingeschossiger Halbwalmdachbau, verputzt, 1780 | D-4-71-122-26 Wikidata | weitere Bilder |
| Kirchplatz 5 (Standort)                                                          | Wohnhaus                                                                            | Zweigeschossiger Walmdachbau, massiv und verputzt, profilierte Tür- und Fensterrahmungen, erste Hälfte/Mitte 19. Jahrhundert | D-4-71-122-27 Wikidata | weitere Bilder |
| Nähe Aschbacher Straße; am Ortsausgang gegen Bamberg (Standort)                  | Bildstock                                                                           | Sandstein, korinthische Säule, zweiseitiger Aufsatz mit Rundbogenabschluss, 1722 | D-4-71-122-28 Wikidata | weitere Bilder |
| Nähe Bahnhofstraße; Nähe Blutbrunnenstraße; am westlichen Ortsausgang (Standort) | Bildstock                                                                           | Sandstein, Sockel 18. Jahrhundert, Aufsatz modern | D-4-71-122-29 Wikidata | weitere Bilder |
| Nähe Kellerstraße (Standort)                                                     | Heilig-Blut-Brunnen                                                                 | Offener Brunnen-Pavillon, Sandstein, Gliederung durch Bogenöffnungen und dorische Pilasterpaare, achtseitige Kuppel mit Laterne, im Innern hölzerne Kassettendecke, 1690 von Johann Leonhard Dientzenhofer, Becken um 1730. Auf dem Gebälk umlaufende Inschrift: „PVTEVS ISTE SALVTARIS / SVB AVSPICIIS D(OMINI) LVDOVICI / ABBATIS EBRACENSIS / XXX CONSTRVCTVS FVIT“ – „Dieser heilbringende Brunnen wurde unter der Aufsicht des Ebracher Abtes Ludwig errichtet.“ Chronogramm: 1690. Kartusche der Bruderschaft zum heiligen Blut in Burgwindheim. Wappen des Ebracher Abtes Ludwig (1640–1696, amtierte 1686–1696) | D-4-71-122-2 Wikidata  | weitere Bilder |
| Siedlungsstraße; am westlichen Ortseingang (Standort)                            | Straßenbrücke                                                                       | Sandsteinquader, 1745 | D-4-71-122-47 Wikidata | weitere Bilder |

### Kappel
| Lage                 | Objekt               | Beschreibung | Akten-Nr.              | Bild           |
| -------------------- | -------------------- | --- | ---------------------- | -------------- |
| In Kappel (Standort) | Kapelle              | Eingezogener Chor dreiseitig geschlossen, Sakristeianbau, Satteldach mit Dachreiter, neuromanisch, 1892; mit Ausstattung | D-4-71-122-30 Wikidata | weitere Bilder |
| Kappel 1 (Standort)  | Brauereigasthof Ibel | Zweigeschossiger Walmdachbau, massiv und verputzt, 18./Mitte 19. Jahrhundert                                             | D-4-71-122-31 Wikidata | weitere Bilder |
| Kappel 12 (Standort) | Bauernhaus           | Eingeschossiger Satteldachbau, verputzt, Giebel Fachwerk, 18./Mitte 19. Jahrhundert                                      | D-4-71-122-32 Wikidata | Bauernhaus     |

### Kehlingsdorf
| Lage                       | Objekt                                  | Beschreibung | Akten-Nr.              | Bild |
| -------------------------- | --------------------------------------- | --- | ---------------------- | ---- |
| In Kehlingsdorf (Standort) | Katholische Kapelle Unserer Lieben Frau | Dreiseitig geschlossen, Satteldach mit Giebelreiter, neubarock mit neugotischer Ausstattung, 1897 von Ignaz Zipfel | D-4-71-122-48 Wikidata | BW   |

### Kötsch
| Lage                                                     | Objekt                           | Beschreibung                                                                                    | Akten-Nr.              | Bild           |
| -------------------------------------------------------- | -------------------------------- | ----------------------------------------------------------------------------------------------- | ---------------------- | -------------- |
| In Kötsch (Standort)                                     | Katholische Kapelle St. Wendelin | Mit Streben besetzter Quaderbau, Satteldach mit Giebelreiter, neugotisch, 1863; mit Ausstattung | D-4-71-122-33 Wikidata | weitere Bilder |
| Kötsch 21 (Standort)                                     | Bauernhaus                       | Zweigeschossiger Mansardwalmdachbau, verputzt, zweite Hälfte 18. Jahrhundert                    | D-4-71-122-36 Wikidata | weitere Bilder |
| Kötscher Leite (Standort)                                | Flurkreuz                        | Sandstein, neuromanisch, spätes 19. Jahrhundert                                                 | D-4-71-122-37 Wikidata | weitere Bilder |
| Kötscher Leite, vor dem östlichen Ortsausgang (Standort) | Kreuzstein                       | Spätmittelalterlich                                                                             | D-4-71-122-51          | BW             |

### Mendenmühle
| Lage                        | Objekt | Beschreibung | Akten-Nr.              | Bild |
| --------------------------- | ------ | --- | ---------------------- | ---- |
| Untersteinach 24 (Standort) | Mühle  | Satteldachbau mit Fachwerkobergeschoss, eingeschossiger Anbau mit Satteldach, 17./18. Jahrhundert; mit funktionsfähiger historischer Ausstattung (Kornmühle und Sägemühle) | D-4-71-122-38 Wikidata | BW   |

### Mittelsteinach
| Lage                         | Objekt  | Beschreibung                                                                                                | Akten-Nr.              | Bild |
| ---------------------------- | ------- | --- | ---------------------- | ---- |
| In Mittelsteinach (Standort) | Kapelle | Dreiseitig geschlossen, Satteldach mit Giebelreiter, barockisierend, von Konrad Diez, 1937; mit Ausstattung | D-4-71-122-49 Wikidata | BW   |

### Schrappach
| Lage | Objekt                              | Beschreibung                     | Akten-Nr.              | Bild                                |
| --- | ----------------------------------- | -------------------------------- | ---------------------- | ----------------------------------- |
| Bruderkreuz; westlich der Straße Aschbach-Burgwindheim an der Hohen Straße bei Grenzstein KW 1001 im Distrikt Bruderkreuz (Standort) | Sühnekreuz, sogenanntes Bruderkreuz | Oberteil Sandstein               | D-4-71-122-44 Wikidata | Sühnekreuz, sogenanntes Bruderkreuz |
| Schrappach 7 (Standort) | Heiligennische                      | Sandstein, Mitte 18. Jahrhundert | D-4-71-122-39 Wikidata | BW                                  |

### Untersteinach
| Lage                        | Objekt              | Beschreibung | Akten-Nr.              | Bild |
| --------------------------- | ------------------- | --- | ---------------------- | ---- |
| In Untersteinach (Standort) | Katholische Kapelle | Dreiseitig geschlossen, Satteldach mit Giebelreiter, gotisierend/barockisierend, 19. Jahrhundert; mit Ausstattung | D-4-71-122-40 Wikidata | BW   |

### Unterweiler
| Lage                      | Objekt              | Beschreibung | Akten-Nr.              | Bild |
| ------------------------- | ------------------- | --- | ---------------------- | ---- |
| In Unterweiler (Standort) | Katholische Kapelle | Verputzter Satteldachbau mit dreiseitig geschlossenem Chor, bossierten Eckquadern und Giebeltürmchen, barockisierend, 1933; mit Ausstattung | D-4-71-122-41 Wikidata | BW   |
| Unterweiler 11 (Standort) | Bauernhaus          | Zweigeschossiger Mansardwalmdachbau, massiv und verputzt, bossierte Eckpilaster, zweite Hälfte 18. Jahrhundert                              | D-4-71-122-43 Wikidata | BW   |

## Ehemalige Baudenkmäler
| Lage                                 | Objekt           | Beschreibung               | Akten-Nr.              | Bild |
| ------------------------------------ | ---------------- | -------------------------- | ---------------------- | ---- |
| Kappel Kappel 1                      | Stadel           | Fachwerk, 18. Jahrhundert  | D-4-71-122-31 Wikidata | BW   |
| Unterweiler Unterweiler 7 (Standort) | Bildstockaufsatz | Sandstein, 18. Jahrhundert | D-4-71-122-42          | BW   |